# Stenonartonia apicipennis
Stenonartonia apicipennis är en stekelart som först beskrevs av Fox 1902.  Stenonartonia apicipennis ingår i släktet Stenonartonia och familjen Eumenidae. Inga underarter finns listade i Catalogue of Life.